# Suddenly (Ashley Tisdale sång)
Suddenly är en singel från Ashley Tisdales debutalbum, Headstrong. 
Låten är en lugn låt, med piano som huvudinstrument. Sången är skriven av Tisdale och Janice Robinson, och producerad av Guy Roche. Under den årliga julshowen vid "75th Rockefeller" sjöng Tisdale denna låt tillsammans med Last Christmas. 
Musikvideon till Suddenly är producerad av Scott Speer. Videon hade premiär i mitten av oktober 2007 världen över. Musikvideon är med på dvd:n There's Something About Ashley. Låten har även framförts under turnén High School Musical: The Concert.